# Kernobstgewächse
Die Kernobstgewächse (Pyrinae) sind eine Pflanzensippe in der Familie der Rosengewächse (Rosaceae). Sie umfasst viele Obstarten wie Äpfel und Birnen mit den charakteristischen Apfelfrüchten. Lange wurden sie als eigene Unterfamilie Maloideae geführt.

## Beschreibung
Die Vertreter der Pyrinae sind sommergrüne, winter- oder immergrüne Sträucher oder kleine bis mittelgroße Bäume. Sie sind unbewehrt oder tragen Sprossdorne. Die Blätter sind wechselständig, meist einfach, seltener gelappt oder gefiedert. Die Nebenblätter sind frei und meistens hinfällig (früh abfallend).

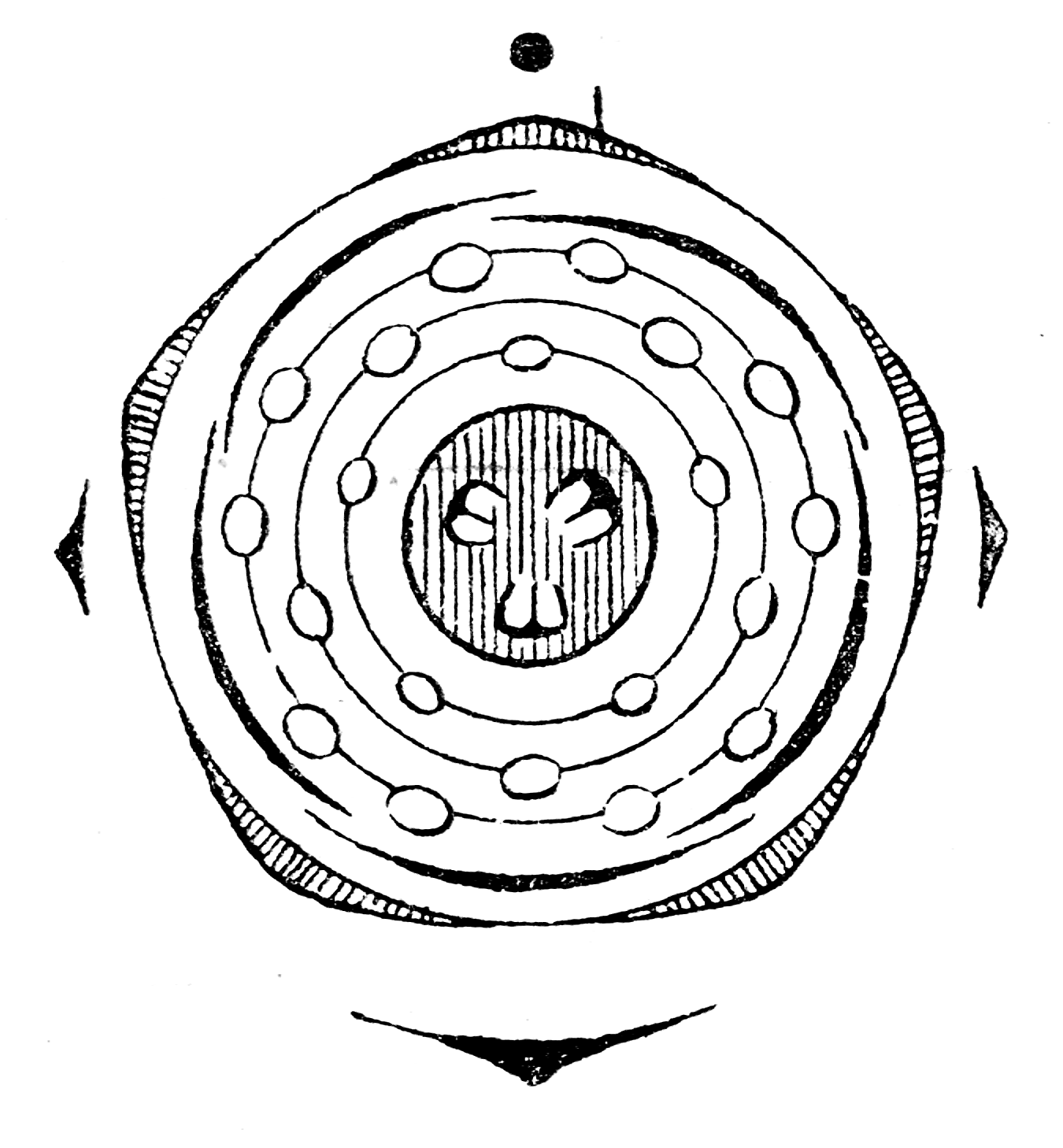
Blütendiagramm von Sorbus domestica

Die Blüten sind fünfzählig, meistens zwittrig und haben einen krugförmigen Blütenbecher. Der Diskus ist trocken oder nektarbildend. Die fünf Kelchblätter bleiben an der Frucht stehen oder fallen ab. Die fünf Kronblätter sind weiß, rosa oder rot. Die Staubblätter sind zahlreich (20 bis 30, selten 10 bis 60). Es gibt meist fünf Fruchtblätter, seltener sind sie auf vier bis zwei oder sogar eines reduziert. Zur Reife sind die Fruchtblätter pergament- bis steinartig und mit der fleischig verdickten Blütenachse unterschiedlich hoch verwachsen und bilden so eine Apfelfrucht. Jedes Fruchtblatt enthält ein bis viele Samen.
Die meisten Gattungen bilden cyanogene Glykoside, vor allem Amygdalin (in den Samen) und Prunasin (in anderen Pflanzenteilen). Sorbitol ist ein wichtiges Speicher- und Transportkohlenhydrat.
Die Pyrinae sind durch die Chromosomengrundzahl x = 17 gekennzeichnet.

## Systematik

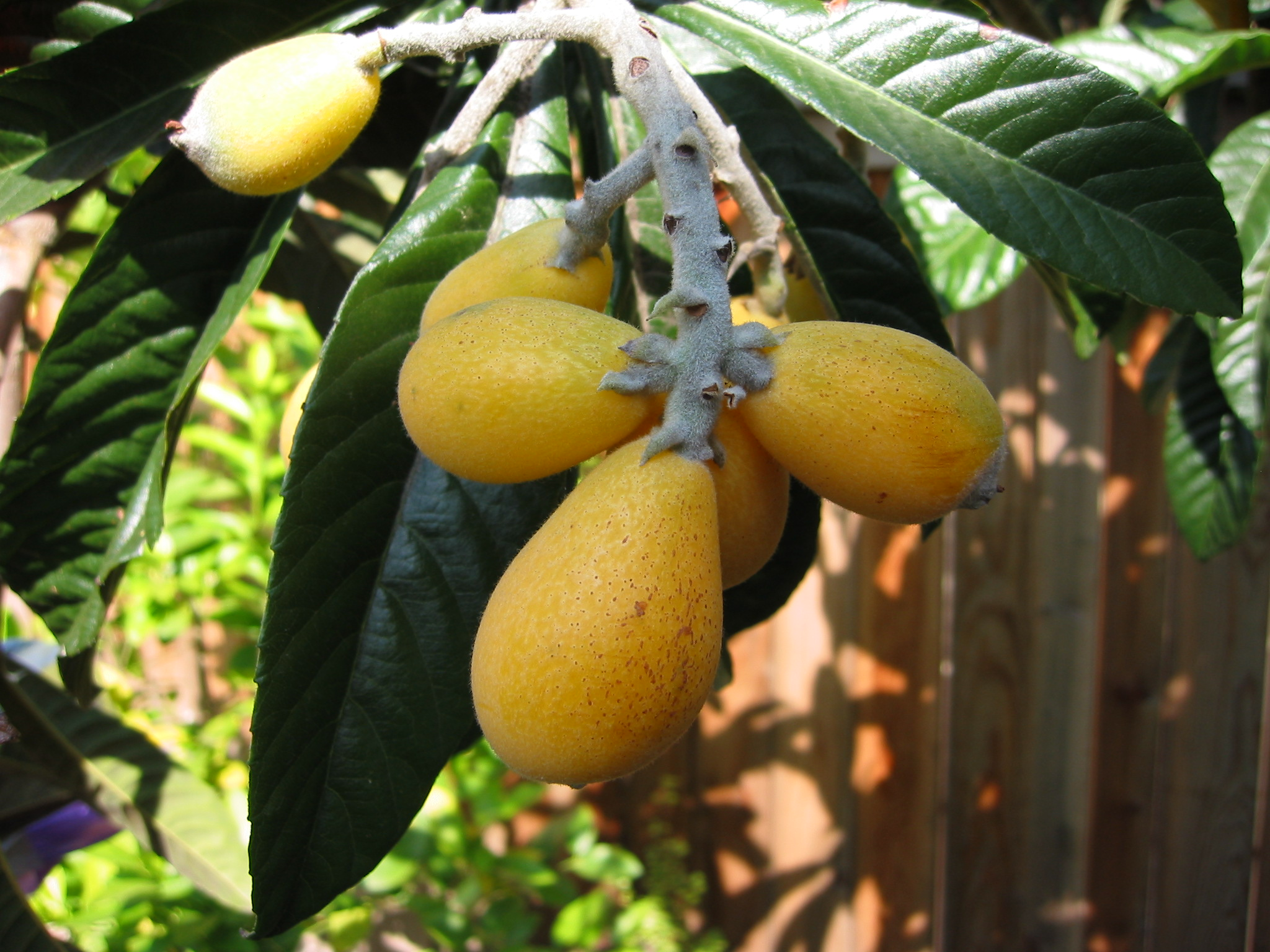
Japanische Wollmispel (Eriobotrya japonica)

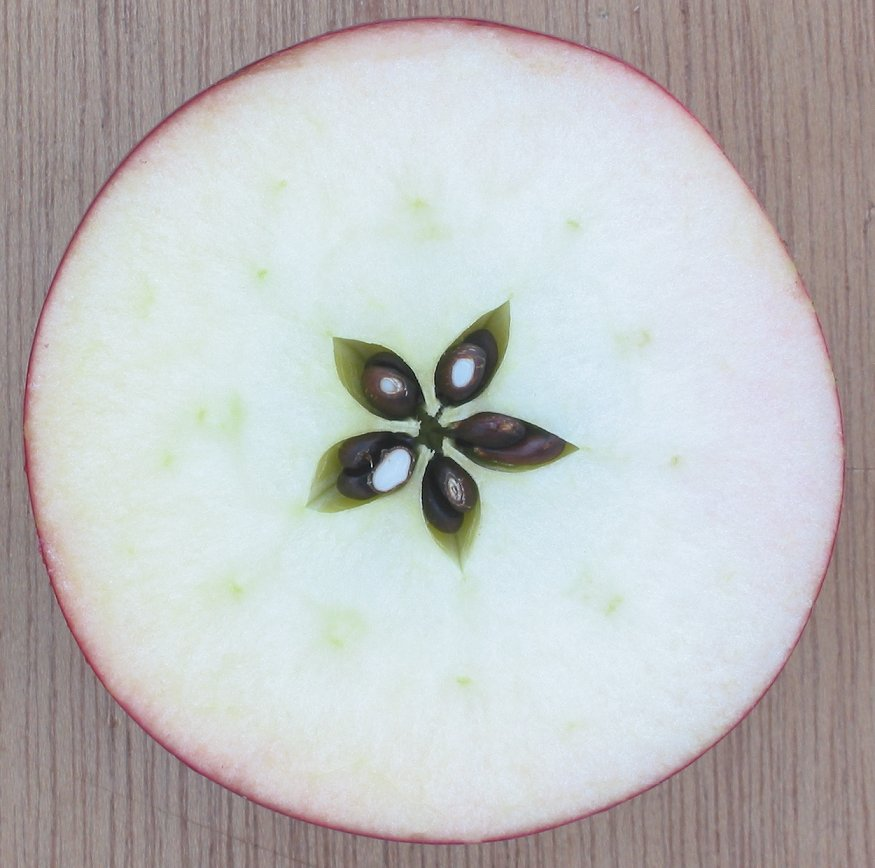
Querschnitt durch einen Apfel. Zu sehen sind das Kerngehäuse (die fünf Balgfrüchte mit je einem Samen bzw. Kern), und der umgewandelte Blütenboden.

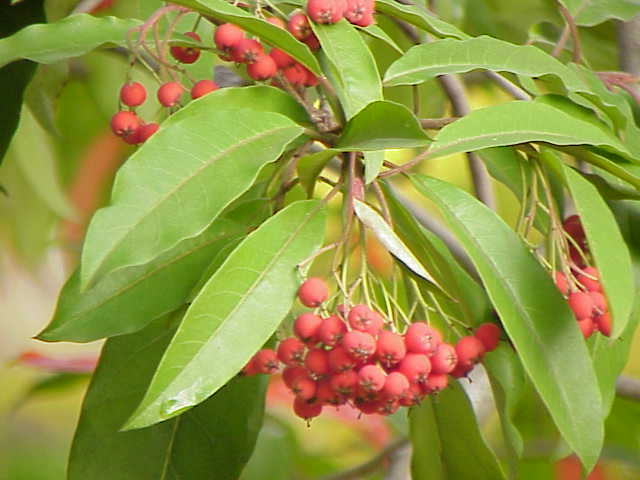
Glanzmispel

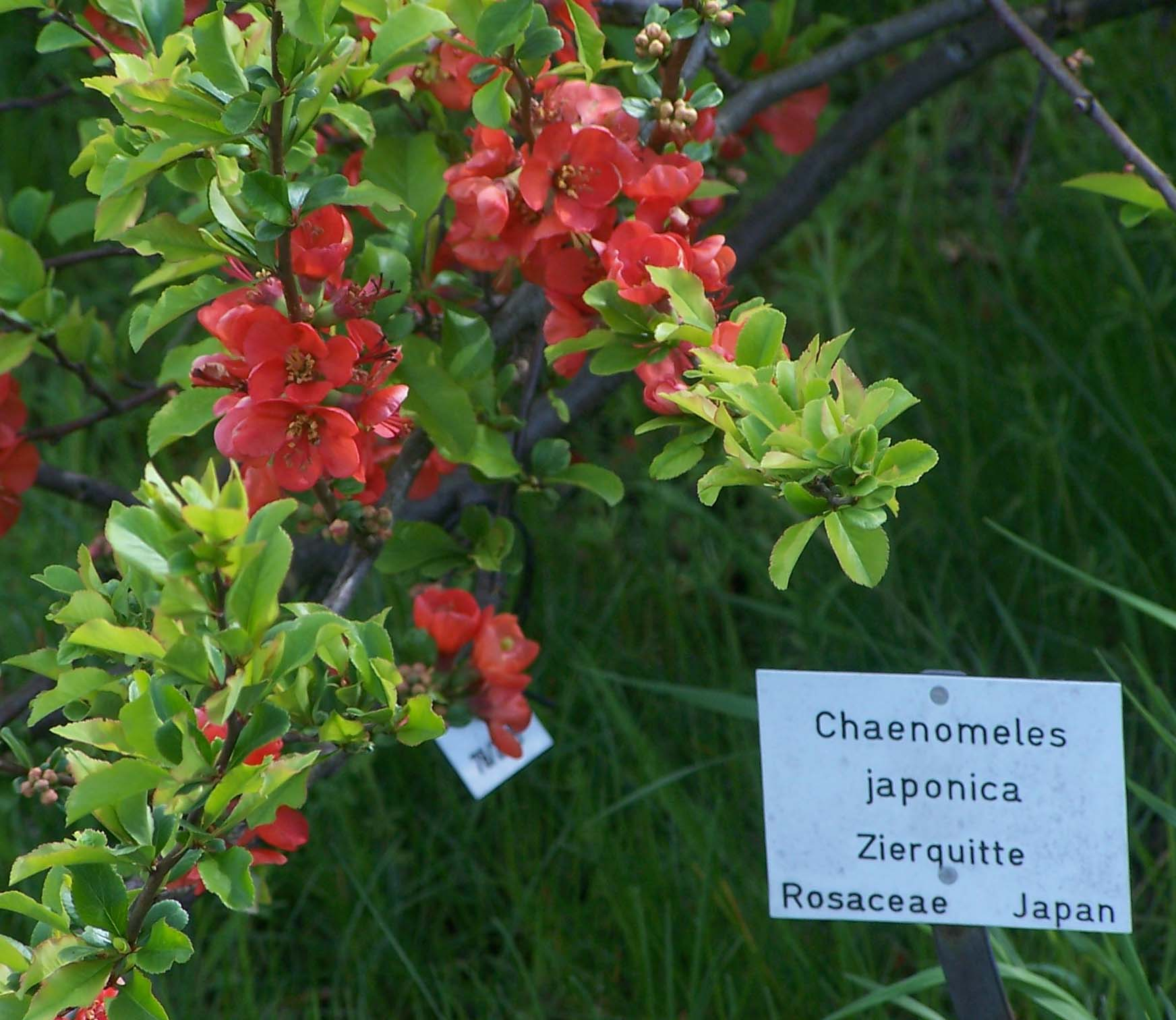
Blühende Zierquitte (Chaenomeles japonica)

Die Kernobstgewächse wurden lange als eine der vier Unterfamilien der Rosengewächse geführt. Molekulargenetische Untersuchungen zeigten, dass sie eine Gruppe innerhalb der Spiraeoideae bilden. Potter et al. haben die Gruppe daher als Subtribus Pyrinae definiert. Zusammen mit den Gattungen Kageneckia, Vauquelinia und Lindleya bilden sie die Tribus Pyreae.
- Felsenbirnen (Amelanchier)
- Apfelbeeren (Aronia)
- Zierquitten (Chaenomeles)
- Chamaemeles
- Zwergmispeln (Cotoneaster)
- Weißdorne (Crataegus)
- Quitten (Cydonia)
- Dichotomanthes
- Docynia
- Docyniopsis
- Wollmispeln (Eriobotrya)
- Eriolobus
- Hesperomeles
- Heteromeles
- Äpfel (Malus)
- Mispeln (Mespilus)
- Osteomeles
- Peraphyllum
- Glanzmispeln (Photinia)
- Pseudocydonia
- Feuerdorn (Pyracantha)
- Birnen (Pyrus)
- Rhaphiolepis
- Mehlbeeren (Sorbus)
- Stranvaesia (werden meist zu den Glanzmispeln gezählt)

## Hybridisierung
Bei den Pyrinae kommt es häufig zu intergenerischen Hybridisierungen. Dies ist für 16 Gattungen belegt. Auch für die Evolution der Pyrinae dürfte Hybridisierung eine wesentliche Rolle gespielt haben. Zahlreiche heute verfügbare Hybriden wurden auch im 20. Jahrhundert durch den Pomologen Iwan Wladimirowitsch Mitschurin gezüchtet. 
Bekannte Hybriden sind: 
- Crataemespilus grandiflora, ein Hybrid des Zweigriffeligen Weißdorns (Crataegus laevigata) mit der Mispel (Mespilus germanica)
- Weißdornblättrige Apfel (× Malosorbus florentina), gilt als ein Gattungsbastard aus dem Holzapfel (Malus sylvestris) und der Elsbeere (Sorbus torminalis)
- Bollweiler Birne, gilt als Hybride der Kultur-Birne (Pyrus communis) und der Echten Mehlbeere
- Amelosorbus jackii: Amelanchier alnifolia x Sorbus sitchensis
- Crataegosorbus miczurinii: Sorbus aucuparia x Crataegus sanguinea
- Sorbaronia dippelii: Sorbus aria x Aronia melanocarpa
- Sorbaronia mitschurinii: Sorbus aucuparia x Aronia melanocarpa
- Sorbomespilus: Sorbaronia fallax x Mespilus germanica[3][4]
- Pyromalus, das bekannteste Exemplar läuft unter Zwintschers Hybrid, eine Kreuzung aus Pyrus communis und Malus domestica[5]

## Evolution
Die Taxa der Pyrinae dürften durch eine rasche, lange zurückliegende Radiation entstanden sein. Fossil sind die ersten Vertreter, Amelanchier, Crataegus und Photinia aus dem frühen Mittel-Eozän, rund 48 bis 50 Mio. Jahre vor heute, bekannt. Diese rasche Radiation wird auf die Bildung der fleischigen Apfelfrüchte und die damit zusammenhängende Ausbreitung durch Tiere zurückgeführt. Hybridisierung hat bei der Evolution ebenfalls eine Rolle gespielt.

## Belege
- Siegmund Seybold (Hrsg.): Schmeil-Fitschen interaktiv. (CD-Rom), Quelle & Meyer, Wiebelsheim 2001/2002, ISBN 3-494-01327-6.